# 在日南アフリカ人
在日南アフリカ人（ざいにちみなみアフリカじん、在日南アフリカ共和国人）は、日本に一定期間在住する南アフリカ共和国国籍の人々である。

## 統計
日本の法務省の在留外国人統計によると、2023年12月末時点で在日南アフリカ共和国人は1,419人である。
在留資格別（5位まで）
| 順位 | 在留資格                 | 人数 |
| ---- | ------------------------ | ---- |
| 1    | 技術・人文知識・国際業務 | 360  |
| 2    | 教育                     | 290  |
| 3    | 家族滞在                 | 192  |
| 4    | 永住者                   | 169  |
| 5    | 留学                     | 92   |

都道府県別（5位まで）
| 順位 | 都道府県 | 人数 |
| ---- | -------- | ---- |
| 1    | 東京     | 285  |
| 2    | 神奈川   | 123  |
| 3    | 千葉     | 106  |
| 4    | 愛知     | 73   |
| 5    | 大阪     | 71   |

## 著名人
- ハインリッヒ・ブルソー
- ジャック・フォーリー (ラグビー選手)
- クリントン・スワート